# صوم المسافر
صوم المسافر (أو الصوم في السفر)، بمعنى: صوم المسافر حال السفر. وقد ذكر ضمن آيات أحكام الصيام، مقرونا بإفطار المريض، حيث أن صوم شهر رمضان مفروض على المكلف، لكن يجوز للمريض والمسافر الإفطار في نهار رمضان، وفق شروط مخصوصة، وعليهما قضاءه. ويرخص للمسافر حال السفر بالإفطار، وإن شاء صام، وإن شق عليه الصيام فالأفضل له الإفطار، وقد يتوجب عليه الإفطار إذا كان الصيام سيلحق به ضررًا كبيرًا.

## صوم المسافر
قال الله تعالى: ﴿ومن كان مريضا أو على سفر فعدة من أيام أخر.﴾
معنى الآية: ومن كان مريضًا أو على سفر في شهر رمضان فأفطر؛ فقد أخذ برخصة الله تعالى، وعليه القضاء بصيام عدة الأيام التي أفطرها، من أيام أخر غير أيام شهر رمضان.

## حكم الصوم في السفر
قال البغوي: «وأما السفر فالفطر فيه مباح والصوم جائز عند عامة أهل العلم إلا ما روي عن ابن عباس وأبي هريرة وعروة بن الزبير وعلي بن الحسين أنهم قالوا: لا يجوز الصوم في السفر ومن صام فعليه القضاء واحتجوا بقول النبي ﷺ : "ليس من البر الصوم في السفر" وذلك عند الآخرين في حق من يجهده الصوم فالأولى له أن يفطر.»[بحاجة لمصدر]
عن جابر بن عبد الله قال كان رسول الله ﷺ في سفر فرأى زحامًا ورجلاً قد ظلل عليه فقال ما هذا قالوا هذا صائم، فقال: «ليس من البر الصوم في السفر».
«عن ابن عباس رضي الله عنهما أنه أخبره أن رسول الله ﷺ  خرج عام الفتح في رمضان فصام حتى بلغ الكديد ثم أفطر قال وكان صحابة رسول الله ﷺ  يتبعون الأحدث فالأحدث من أمره.»
قال النووي: قال بعض أهل الظاهر: لا يصح صوم رمضان في السفر، فإن صامه لم ينعقد، ويجب قضاؤه؛ لظاهر الآية ولحديث ليس من البر الصيام في السفر، وفي الحديث الآخر: «أولئك العصاة» وذكر أن هذا محمول على من يجهده الصوم في السفر.
قال النووي: «وقال جماهير العلماء وجميع أهل الفتوى: يجوز صومه في السفر، وينعقد ويجزيه، واختلفوا في أن الصوم أفضل أم الفطر أم هما سواء؟ فقال مالك وأبو حنيفة والشافعي والأكثرون: الصوم أفضل لمن أطاقه بلا مشقة ظاهرة، ولا ضرر، فإن تضرر به؛ فالفطر أفضل، واحتجوا بصوم النبي ﷺ ، وعبد الله بن رواحة وغيرهما، وبغير ذلك من الأحاديث؛ ولأنه يحصل به براءة الذمة في الحال.
وقال سعيد بن المسيب والأوزاعي وأحمد وإسحاق وغيرهم: الفطر أفضل مطلقا، وحكاه بعض أصحابنا قولا للشافعي، وهو غريب، واحتجوا بما سبق لأهل الظاهر، وبحديث حمزة بن عمرو الأسلمي المذكور في مسلم في آخر الباب، وهو: قوله ﷺ : "هي رخصة من الله فمن أخذ بها فحسن، ومن أحب أن يصوم فلا جناح عليه"، وظاهره ترجيح الفطر، وأجاب الأكثرون بأن هذا كله فيمن يخاف ضررا أو يجد مشقة، كما هو صريح في الأحاديث، واعتمدوا حديث أبي سعيد الخدري المذكور في الباب قال: "كنا نغزو مع رسول الله ﷺ  في رمضان، فمنا الصائم، ومنا المفطر، فلا يجد الصائم على المفطر، ولا المفطر على الصائم، يرون أن من وجد قوة فصام، فإن ذلك حسن، ويرون أن من وجد ضعفا فأفطر فإن ذلك حسن"، وهذا صريح في ترجيح مذهب الأكثرين، وهو تفضيل الصوم لمن أطاقه بلا ضرر ولا مشقة ظاهرة، وقال بعض العلماء: الفطر والصوم سواء؛ لتعادل الأحاديث، والصحيح قول الأكثرين. والله أعلم.» ويدل على جواز الصوم في السفر حديث: «عن ابن أبي أوفى رضي الله عنه قال كنا مع رسول الله ﷺ  في سفر فقال لرجل انزل فاجدح لي قال يا رسول الله الشمس قال انزل فاجدح لي قال يا رسول الله الشمس قال انزل فاجدح لي فنزل فجدح له فشرب ثم رمى بيده ها هنا ثم قال إذا رأيتم الليل أقبل من ها هنا فقد أفطر الصائم" تابعه جرير وأبو بكر بن عياش عن الشيباني عن ابن أبي أوفى قال كنت مع النبي ﷺ  في سفر.»

## أحول الصوم والإفطار
عن يوسف بن الحكم قال: سألت ابن عمر -أو: سئل- عن الصوم في السفر فقال: أرأيت لو تصدقت على رجل بصدقة فردها عليك، ألم تغضب؟ فإنها صدقة من الله تصدق بها عليكم. وعن الضحاك: أنه كره الصوم في السفر. وقال أهل هذه المقالة: من صام في السفر فعليه القضاء إذا قام.
قال الطبري:
«وقال آخرون: إباحة الإفطار في السفر رخصة من الله تعالى ذكره، رخصها لعباده، والفرض الصوم. فمن صام فرضه أدى، ومن أفطر فبرخصة الله له أفطر، قالوا: وإن صام في سفر فلا قضاء عليه إذا أقام.»

### شواهد
عن أيوب قال: حدثنا عروة وسالم: أنهما كانا عند عمر بن عبد العزيز إذ هو أمير على المدينة فتذاكروا الصوم في السفر، قال سالم: كان ابن عمر لا يصوم في السفر، وقال عروة: وكانت عائشة تصوم. فقال سالم: إنما أخذت عن ابن عمر، وقال عروة: إنما أخذت عن عائشة. حتى ارتفعت أصواتهما. فقال عمر بن عبد العزيز: اللهم عفوا، إذا كان يسرا فصوموا، وإذا كان عسرا فأفطروا.
عن خيثمة قال: سألت أنس بن مالك عن الصوم في السفر قال: قد أمرت غلامي أن يصوم فأبى، قلت: فأين هذه الآية: «ومن كان مريضا أو على سفر فعدة من أيام أخر»؟ قال: نزلت ونحن يومئذ نرتحل جياعا وننزل على غير شبع، وإنا اليوم نرتحل شباعا وننزل على شبع.
عن عاصم عن أنس: أنه سئل عن الصوم في السفر فقال: من أفطر فبرخصة الله، ومن صام فالصوم أفضل.
عن طلحة بن عمرو عن عطاء قال: من صام فحق أداه، ومن أفطر فرخصة أخذ بها.
عن حماد عن سعيد بن جبير قال: الفطر في السفر رخصة، والصوم أفضل.
عن حجاج عن عطاء قال: هو تعليم وليس بعزم -يعني قول الله: «ومن كان مريضا أو على سفر فعدة من أيام أخر»، إن شاء صام وإن شاء لم يصم.
سئل مجاهد عن الصوم في السفر قال: كان رسول الله ﷺ يصوم فيه ويفطر. وقال: إنما هي رخصة، وأن تصوم رمضان أحب إلي.
قال أبو جعفر: «وهذا القول عندنا أولى بالصواب، لإجماع الجميع على أن مريضا لو صام شهر رمضان -وهو ممن له الإفطار لمرضه- أن صومه ذلك مجزئ عنه، ولا قضاء عليه إذا برأ من مرضه بعدة من أيام أخر، فكان معلوما بذلك أن حكم المسافر حكمه في أن لا قضاء عليه إن صامه في سفره. لأن الذي جعل للمسافر من الإفطار وأمر به من قضاء عدة من أيام أخر، مثل الذي جعل من ذلك للمريض وأمر به من القضاء. ثم في دلالة الآية كفاية مغنية عن استشهاد شاهد على صحة ذلك بغيرها. وذلك قول الله تعالى ذكره: "يريد الله بكم اليسر ولا يريد بكم العسر"، ولا عسر أعظم من أن يلزم من صامه في سفره عدة من أيام أخر، وقد تكلف أداء فرضه في أثقل الحالين عليه حتى قضاه وأداه». وقد ذكر الطبري أن المكتوب صومه من الشهور على كل مؤمن، هو شهر رمضان مسافرا كان أو مقيما، لعموم أمر الله تعالى ذكره المؤمنين بذلك بقوله: «يا أيها الذين آمنوا كتب عليكم الصيام» «شهر رمضان». من كان مريضا أو على سفر فأفطر برخصة الله، فعليه صوم عدة أيام أخر مكان الأيام التي أفطر في سفره أو مرضه ثم في تظاهر الأخبار عن رسول الله ﷺ بقوله -إذ سئل عن الصوم في السفر: «إن شئت فصم، وإن شئت فأفطر‌»- الكفاية الكافية عن الاستدلال على صحة ما قلنا في ذلك بغيره.

## التخيير
عن عائشة: أن حمزة سأل رسول الله ﷺ عن الصوم في السفر -وكان يسرد الصوم- فقال رسول الله ﷺ : إن «شئت فصم وإن شئت فأفطر».
عن أبي مراوح، عن حمزة الأسلمي صاحب رسول الله ﷺ أنه قال: يا رسول الله! إني أسرد الصوم، فأصوم في السفر؟ فقال رسول الله ﷺ : «إنما هي رخصة من الله لعباده، فمن فعلها فحسن جميل، ومن تركها فلا جناح عليه». فكان حمزة يصوم الدهر، فيصوم في السفر والحضر. وكان عروة بن الزبير يصوم الدهر، فيصوم في السفر والحضر، حتى إن كان ليمرض فلا يفطر. وكان أبو مراوح يصوم الدهر، فيصوم في السفر والحضر.

## أدلة الإفطار في السفر
عن جابر: أن رسول الله ﷺ رأى رجلا في سفره قد ظلل عليه، وعليه جماعة، فقال: «من هذا؟» قالوا: صائم، قال: «ليس من البر الصوم في السفر».
عن جابر بن عبد الله قال: رأى رسول الله ﷺ رجلا قد اجتمع الناس عليه وقد ظلل عليه، فقالوا: هذا رجل صائم، فقال رسول الله ﷺ : «ليس من البر أن تصوموا في السفر».
فمن بلغ منه الصوم ما بلغ من الذي قال له النبي ﷺ ذلك فليس من البر صومه؛ لأن الله تعالى ذكره قد حرم على كل أحد تعريض نفسه لما فيه هلاكها، وله إلى نجاتها سبيل. وإنما يطلب البر بما ندب الله إليه وحض عليه من الأعمال، لا بما نهى عنه.

### الدليل على جواز الصوم
عن أبي سعيد قال: "كنا نسافر مع رسول الله ﷺ في رمضان فمنا الصائم ومنا المفطر فلا يعيب الصائم على المفطر ولا المفطر على الصائم". 